# Флорінда ла Кава

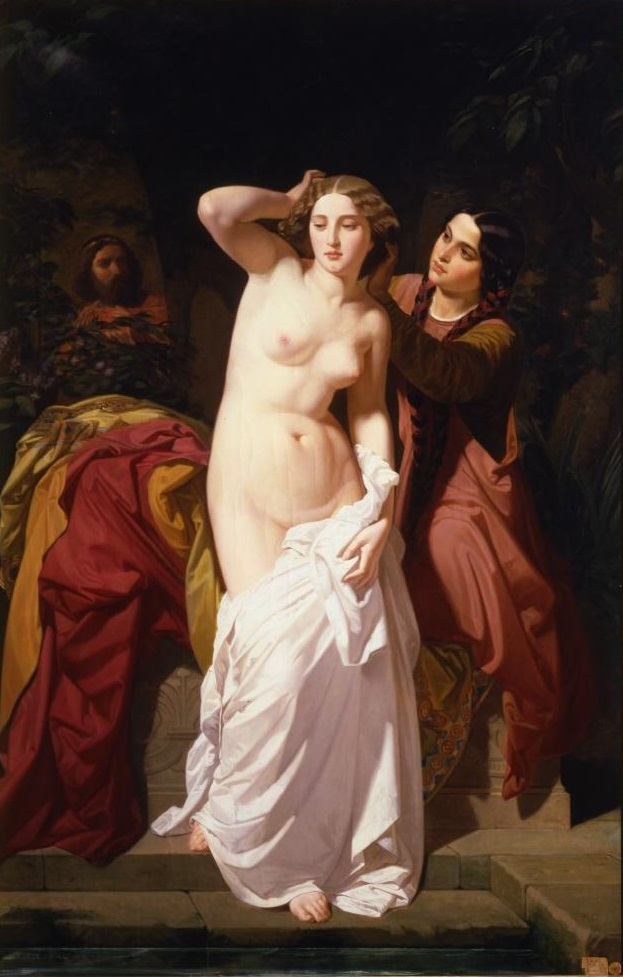
Ісідоро Лосано. Ла Кава виходить із ванни, 1854

Флорíнда ла Кáва (ісп. Florinda la Cava) або просто Ла Кава — легендарна персонажка, яка, відповідно до легенди, зіграла ключову роль у падінні Вестготського королівства в 710-х роках. Хоча протягом кількох століть вона вважалася історичною особою, немає жодних справжніх свідчень про її існування, а саме її ім'я може бути вигадкою пізніших часів.

## Легенда
Ла Кава була дочкою (за деякими ранніми джерелами, дружиною) графа Юліана, який також є сумнівною історичною постаттю. Згідно з ранніми арабськими джерелами, він був християнським намісником Сеути за часів правління короля вестготів Родеріха, існування якого історично доведено. Родеріх спокусив Флорінду і став її коханцем або ж викрав її і зґвалтував. За кількома версіями, король шпигував за Флоріндою, коли вона купалася в басейні у саду королівського двору в Толедо. За іншими версіями, саме Ла Кава спокусила короля. Дізнавшись про це, граф Юліан перейшов на бік Омеядського халіфату і допоміг йому захопити Піренеї, щоб помститися королю за ганьбу.

## Інтерпретації

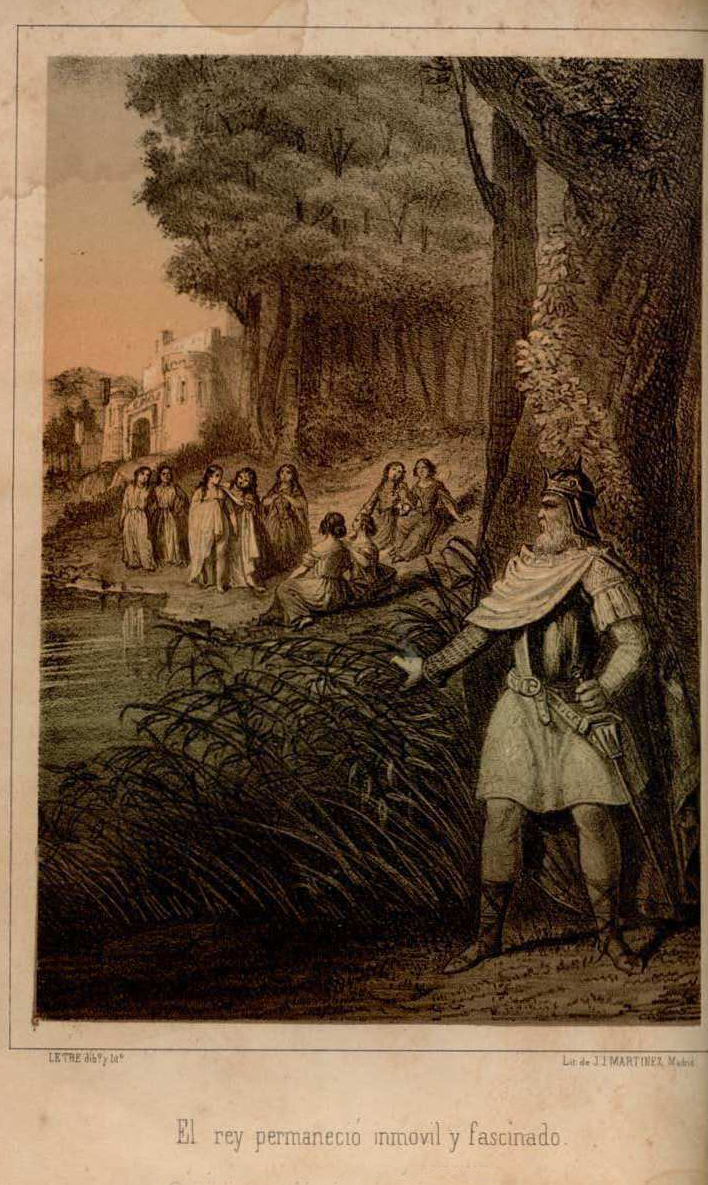
Еусебіо де Летра. Дон Родеріх переслідує Флорінду. Літографія, 1856

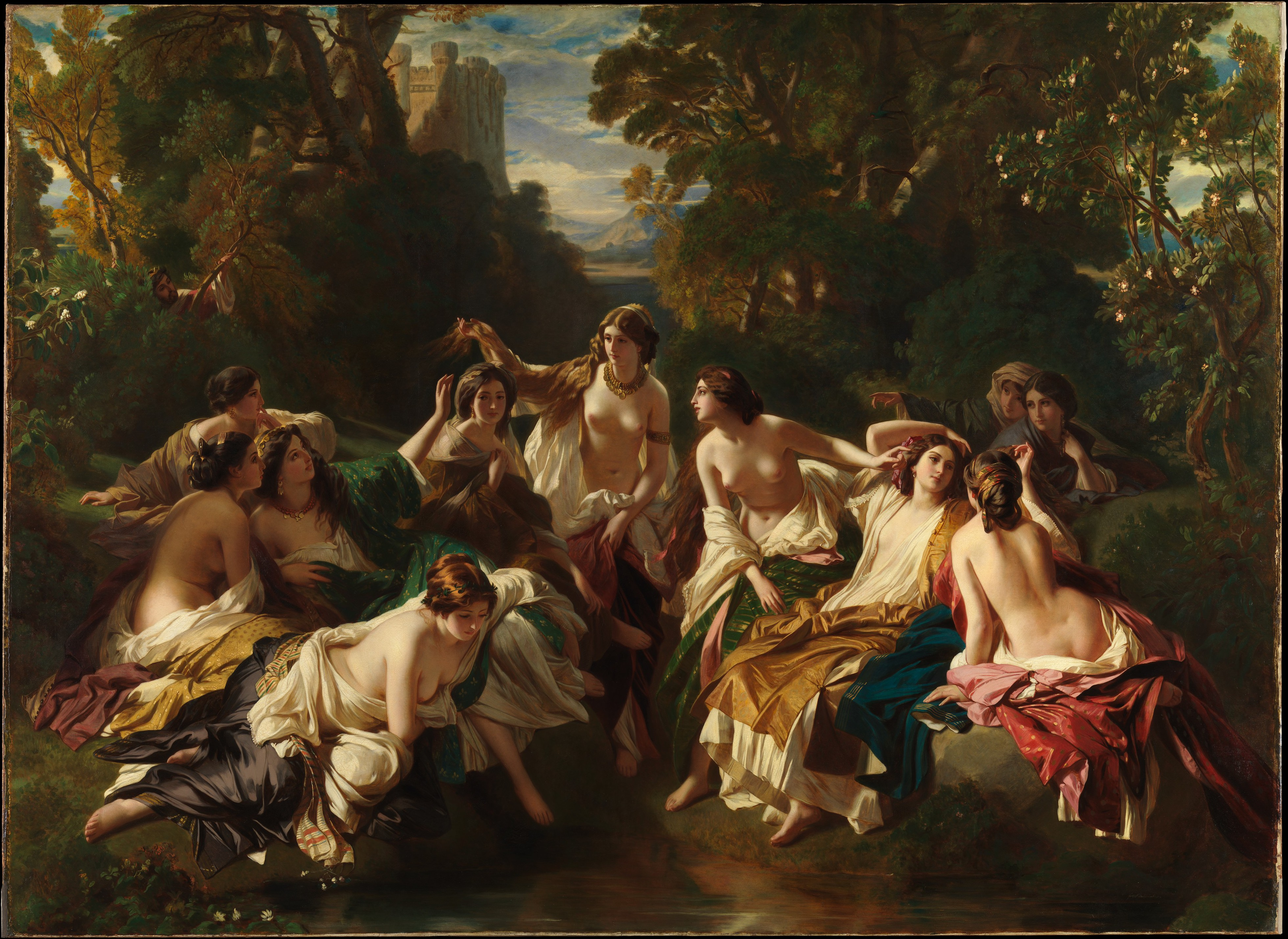
Франц Ксавер Вінтергальтер. Флорінда, 1853

Розповідь про Флорінду вперше з'являється в арабській хроніці XI століття Ахбар маджмуа, а згодом в іспанській хроніці початку XII століття Historia silense (Тиха історія), де вона згадується без імені. З'являється під ім'ям Оліба в хроніці XII століття Chronica Gothorum Pseudoisidoriana, проте це ім'я не стало загальновживаним щодо неї. Вперше під ім'ям Флорінда вона згадується в португальській хроніці XIV століття Crónica Geral de Espanha (1344) авторства Педру Афонсу, графа де Барселуш, хоча це ім'я відоме тільки із кастильського перекладу. В цій праці їй дано арабське ім'я Алатаба або Алакаба. У пізнішому списку (копії), також відомому з кастильського перекладу, вона постійно згадується як Ла Каба (La Caba), і саме це ім'я стало загальновживаною формою. Оскільки Crónica Geral de Espanha є першою працею, де Флорінда описується як негативна персонажка, ймовірно, автор праці або її списку міг мати намір нагадати читачам арабське слово на позначення повії — qăḥba. Образ персонажки набув поширення завдяки твору Crónica del Rey don Rodrigo postrimero rey de los godos, написаному близько 1430 року Педро де Корралом і надрукованому 1499 року. 1592 року Мігель де Луна дав їй ім'я Флорінда.
Ім'я Ла Кава, ймовірно, походить від івритського та арабського імені, яке вживається щодо Єви: Chava та Ḥawwā відповідно. Існують очевидні паралелі між історіями про Флорінду та Єву. Один письменник-конверсо (християнізований єврей) XV століття вживає це ім'я без артикля Ла — просто Кава. Зв'язок між цими двома іменами не був явним, допоки 1574 року теолог Габріель Естебан де Саласар не припустив, що «ми неправильно вимовляємо Єва як Кава. Це сумне ім'я Кави, яка стала причиною втрати Іспанії».
У XVI столітті мис на північному узбережжі Африки був названий Ла Кава Румія (La Cava Rumía), і багато іспанців припускали, що його назвали на честь легенди про Ла Каву. Цей мис іноді називають Альбатель. Він розташований навпроти мису Каксіне. Відповідно до французького дослідження XIX століття, яким керував Маглуар де Фліт-д'Аржансон, затока біля мису все ще називалася golfe de la Malamuger (затока Злої жінки). На узбережжі затоки знаходяться руїни римського міста Тіпаза, а вглиб суходолу — так званий Мавретанський королівський мавзолей. Місцеві арабські мешканці називають це місце Qabr Arrūmiyyah, тобто Могила християнської жінки. Така назва могла бути перекручена із оригінальної пунічної назви. Водночас цю жінку іноді ідентифікують як Флорінду ла Каву. Місцева вимова Qabr Arrūmiyyah схожа на qăḥba ṛōmīya, що перекладається як християнська повія. Пізніше ця фраза була запозичена Мігелем де Сервантесом у творі «Дон Кіхот» (Частина I, розділ XLI):
|  | На щастя, нас однесло в затоку, що врізається в невеличкий пів-острівець чи виріжок, званий у маврів Кава Румія, тобто, по-нашому, «лукава християнка»: є в них переказ, що тут похована Кава, через яку Гишпанія пропала (кава — то по-їхньому «лукава» чи «зла», а румія — «християнка»)… |

У XVI столітті Луїс дель Мармоль Кархаваль погоджувався з тим, що це місце відоме як Covor Rumía, тобто Християнська могила. Водночас Дієго Уртадо де Мендоса у творі La guerra de Granada відкидав думку про те, що це могло бути християнське поховання.
«Легенда про Родеріха і Флорінду — єдиний сюжет, який проник в іспанську літературу із вестготських часів», — зазначає Сара Готтарді у своїй докторській дисертації.

## У живописі
- Німецький художник Франц Ксавер Вінтергальтер написав картину «Флорінда», яку королева Вікторія подарувала своєму чоловіку, принцу Альберту, з нагоди його дня народження в 1852 році. Копія твору зберігається в Музеї Метрополітен у Нью-Йорку[4][12].
- Іспанський художник Ісідоро Лосано 1854 року написав картину «Ла Кава виходить із ванни». Твір зберігається у Королівській академії витончених мистецтв Сан-Фернандо в Мадриді[13][14].
- Іспанський літограф Еусебіо де Летра 1856 року створив літографію «Дон Родеріх переслідує Флорінду», на якій зобразив короля Родеріха, який, сховавшись за деревом, спостерігає, як Флорінда купається з іншими дівчатами[14].